# Hacıhüseyinefen di, Simav
Hacıhüseyinefen di là một xã thuộc huyện Simav, tỉnh Kütahya, Thổ Nhĩ Kỳ. Dân số thời điểm năm 2008 là 225 người.